# John de Wolf
John de Wolf (ur. 10 grudnia 1962 w Schiedam) – holenderski piłkarz grający na pozycji środkowego obrońcy. Nosił przydomki „Big John” i „Rambo”.

## Kariera klubowa
De Wolf jest wychowankiem klubu Schiedamse Boys, pochodzącego z rodzinnej miejscowości Schiedam. Pierwszym poważnym klubem Johna była Sparta Rotterdam, w barwach której zadebiutował w 1983 roku w Eredivisie i szybko stał się podstawowym zawodnikiem drużyny. W Sparcie grał przez pełne 2 sezony i latem 1985 zdecydował się na transfer do FC Groningen. Przez 4 lata gry w tym klubie de Wolf rozegrał ponad 100 meczów ligowych i był jednym z najbardziej rozpoznawalnych zawodników klubu i jednym z filarów linii obrony.
Latem 1989 roku de Wolf przeniósł się do Feyenoordu. W pierwszym sezonie nie zagrał tam ani jednego meczu z powodu kontuzji i do gry wrócił dopiero latem 1990. W tamtym sezonie wygrał z Feyenoordem Puchar Holandii, a niedługo potem superpuchar. W sezonie 1991/1992 de Wolf znów sięgnął z Feyenoordem po krajowy puchar, a w kolejnym był już podstawowym zawodnikiem drużyny, tworząc blok defensywny z Peterem Boszem, Johnem Metgodem oraz Henkiem Fräserem. Drużyna z Rotterdamu rozegrała udany sezon i po 9 latach odzyskała mistrzostwo Holandii. W mistrzowskim sezonie de Wolf rozegrał 28 meczów i zdobył 4 gole. W 1994 roku po raz trzeci zdobył z Feyenoordem Puchar Holandii, a w połowie sezonu 1994/1995 opuścił klub.
Zimą 1995 de Wolf podpisał kontrakt z Wolverhampton Wanderers, klubem angielskiej Division One, który zapłacił za niego 620 tysięcy guldenów. W Anglii de Wolf spędził półtora roku, ale nie osiągnął sukcesu z Wolves. Latem 1996 wrócił do ojczyzny i przez sezon grał w drugoligowym VVV Venlo. W 1997 roku John grał w izraelskim Hapoelu Aszkelon. Pobyt w Izraelu nie był udany i zawodnik zaliczył raptem 3 mecze, po czym wrócił do ojczyzny. Grał w drugoligowym Helmond Sport, a w 2000 roku przeszedł do amatorskiego Zwart Wit'28, w którym zaraz potem zakończył piłkarską karierę w wieku 38 lat.
| Sezon   | Klub                    | Kraj     | Rozgrywki      | Mecze | Bramki |
| ------- | ----------------------- | -------- | -------------- | ----- | ------ |
| 1983/84 | Sparta Rotterdam        | Holandia | Eredivisie     | 26    | 2      |
| 1984/85 | Sparta Rotterdam        | Holandia | Eredivisie     | 32    | 2      |
| 1985/86 | FC Groningen            | Holandia | Eredivisie     | 29    | 0      |
| 1986/87 | FC Groningen            | Holandia | Eredivisie     | 30    | 2      |
| 1987/88 | FC Groningen            | Holandia | Eredivisie     | 30    | 1      |
| 1988/89 | FC Groningen            | Holandia | Eredivisie     | 23    | 2      |
| 1989/90 | Feyenoord               | Holandia | Eredivisie     | 0     | 0      |
| 1990/91 | Feyenoord               | Holandia | Eredivisie     | 22    | 0      |
| 1991/92 | Feyenoord               | Holandia | Eredivisie     | 22    | 2      |
| 1992/93 | Feyenoord               | Holandia | Eredivisie     | 28    | 4      |
| 1993/94 | Feyenoord               | Holandia | Eredivisie     | 27    | 3      |
| 1994/95 | Feyenoord               | Holandia | Eredivisie     | 12    | 0      |
| 1994/95 | Wolverhampton Wanderers | Anglia   | Division One   | 13    | 4      |
| 1995/96 | Wolverhampton Wanderers | Anglia   | Division One   | 15    | 1      |
| 1996/97 | VVV Venlo               | Holandia | Eerste divisie | 30    | 6      |
| 1997/98 | Hapoel Aszkelon         | Izrael   | Ligat ha’Al    | 3     | 0      |
| 1997/98 | Helmond Sport           | Holandia | Eerste divisie | 10    | 0      |
| 1998/99 | Helmond Sport           | Holandia | Eerste divisie | 26    | 3      |
| 1999/00 | Helmond Sport           | Holandia | Eerste divisie | 8     | 0      |

## Kariera reprezentacyjna
W reprezentacji Holandii de Wolf zadebiutował 16 grudnia 1987 roku w wygranym 3:0 wyjazdowym meczu z Grecją. W 1994 roku był członkiem kadry na finały Mistrzostw Świata w USA. Tam był rezerwowym i nie zagrał ani minuty, a Holandia dotarła do ćwierćfinału mistrzostw. Ogółem w kadrze Holandii de Wolf rozegrał 6 meczów i zdobył 2 gole.

## Kariera trenerska
Po zakończeniu kariery piłkarskiej de Wolf został trenerem. Szkolił między innymi amatorskie kluby Zwart Wit'28, RKSV Halsteren, SVVSMC, Haaglandia, FC Türkiyemspor, Voorschoten '97, a od 2009 roku jest trenerem WKE Emmen. W chwili obecnej jest asystentem trenera Feyenoordu.

## Sukcesy
- Mistrzostwo Holandii: 1993 z Feyenoordem
- Puchar Holandii: 1991, 1992, 1994, 1995 z Feyenoordem
- Superpuchar Holandii: 1991 z Feyenoordem
- Udział w MŚ: 1994 (nie grał)